# Psique y sexo
Psique y sexo es una película argentina antológica de comedia y drama de 1965. Fue dirigida por Manuel Antín –episodio La estrella del destino, Dino Minitti -episodio La buscona- , Ernesto Bianco -episodio La necrófila y Enrique Cahen Salaberry -episodio Chicos jugando al deseo, según el guion de Ernesto Bianco, Mariucha y Lugano. Es protagonizada por Fernanda Mistral, Julia Sandoval, Zulma Faiad y Eddie Pequenino. Se estrenó el 14 de septiembre de 1965. Algunas escenas del primer episodio fueron filmadas en el desaparecido Pasaje Seaver.

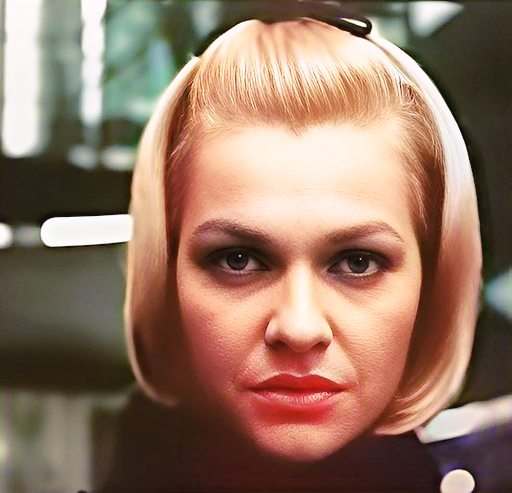
la enigmatica fernanda mistral, década del 60

## Sinopsis
La estrella del destino
Una mujer frustrada encuentra el amor con un pintor.
La buscona
Una mujer intenta seducir a su subordinado cuando lo lleva a su departamento.
La necrófila
Una mujer que mató a su esposo se enamora del sepulturero.
Chicos jugando al deseo
El despertar sexual de dos adolescentes y la reacción de sus padres.

## Reparto
Participaron del filme los siguientes intérpretes:
La estrella del destino
- Fernanda Mistral
- Alberto Argibay
- Federico Luppi

La buscona
- Julia Sandoval
- Ernesto Bianco
- Emilio Guevara

La necrófila
- Zulma Faiad
- Tito Alonso
- Miguel Ligero
- Noemí Laserre

Chicos jugando al deseo
- Eddie Pequenino
- Marisa Núñez
- Carlos Olivieri
- Fernando Crespi
- José Luis Mazza
- Carmen Llambí

## Comentarios
S. Horovitz afirmó en Propósitos: 

”Nos parece remontar atrás en el curso del tiempo y hallarnos otra vez en la década del cuarenta, cuando a los responsables del cine argentino… no se les ocurría otra cosa que copiar con atraso y sin calidad los subgéneros… que la moda europea o norteamericana depositaba en nuestras pantallas.”

Crónica matutina dijo: 

”De los cuatro episodios, cabe señalar uno como cabalmente logrado: el titulado Chicos… que dirigió Cahen Salaberry.”

Por su parte El Heraldo del Cine comentó: 

”Como en casi todo film ómnibus, su entretenimiento oscila según los episodios, aunque, eso sí, afortunadamente han sido colocados por orden de eficacia.”